# Tachytrechus milleri
Tachytrechus milleri är en tvåvingeart som beskrevs av Harmston 1966. Tachytrechus milleri ingår i släktet Tachytrechus och familjen styltflugor.
Artens utbredningsområde är Oregon. Inga underarter finns listade i Catalogue of Life.